# Deutscher Comedypreis 2013
Die 17. Verleihung des Deutschen Comedypreises 2013 fand am 15. Oktober 2013 im Rahmen des 23. Internationalen Köln Comedy Festivals in Köln statt. Moderiert wurde die Deutsche Comedypreis-Verleihung zum sechsten Mal von Dieter Nuhr.
Die Aufzeichnung der Preisverleihung sollte am Sonntag, den 20. Oktober 2013 um 20:15 Uhr auf dem Fernsehsender RTL ausgestrahlt werden. Jedoch wurde die Ausstrahlung auf den Samstag, den 19. Oktober 2013 um 22:15 Uhr vorverschoben. Im Durchschnitt sahen 2,55 Millionen Zuschauer die Aufzeichnung auf RTL.
Dieses Jahr wurden Preise in 14 Kategorien verliehen. Während die 2009 eingeführte Filmkategorie Beste TV-Komödie entfernt wurde, wurde die personale Kategorie Beste Moderation wieder eingeführt. Sie wurde zuletzt 2004 verliehen.

## Jury
Die Jury besteht aus Gerda Müller (Executive Producer, itv Studios Germany), Jens Bujar (Creative Director, UFA Show & Factual), Holger Hoffmann (Executive Producer, Prime Productions), David Anschütz (Autor), Thomas Vass (Geschäftsführer, Biller & Vass TV) und Oliver Gontram (Köln Comedy Festivalleitung). Den Vorsitz der Jury übernahm diesmal der Comedian Olaf Schubert, der somit Thomas Hermanns ersetzte.

## Preisträger und Nominierte
Am 4. September 2013 wurden die Nominierungen und am 15. Oktober 2013 wurden die Preisträger bekanntgegeben.

### Beste Comedyshow
Circus HalliGalli (ProSieben)
Die Bülent Ceylan Show (RTL)
heute-show (ZDF)
Krömer – Late Night Show (ARD)
Paul Panzer – Stars bei der Arbeit (RTL)

### Bestes Comedyevent
Die Große TV total Prunksitzung (ProSieben)
Der RTL Comedy Grand Prix (RTL)
Switch reloaded – Wetten dass..? Spezial (ProSieben)

### Beste Comedyserie
Pastewka (Sat.1)
Die LottoKönige (WDR)
Der Tatortreiniger (NDR)

### Beste Sketchcomedy
Ladykracher (Sat.1)
In jeder Beziehung (RTL)
Knallerfrauen (Sat.1)

### Bestes TV-Soloprogramm
Kaya live! All inclusive (RTL)
Atze live! Schmerzfrei (RTL)
Paul Panzer live! Hart Backbord (RTL)

### Beste Moderation
Sonja Zietlow & Daniel Hartwich für Ich bin ein Star – Holt mich hier raus! (RTL)
Oliver Welke & Olaf Schubert für Deutscher Fernsehpreis 2012 (ZDF)
Anke Engelke für Unser Song für Malmö (ARD)

### Bester Komiker
Olaf Schubert
Mario Barth
Paul Panzer

### Beste Komikerin
Carolin Kebekus
Monika Gruber
Cindy aus Marzahn

### Bester Schauspieler
Bastian Pastewka
Dietrich Hollinderbäumer
Bjarne Mädel

### Beste Schauspielerin
Martina Hill
Anke Engelke
Annette Frier

## Weitere Preisträger
Die folgenden Preise sind vom Veranstalter, der Köln Comedy Festival GmbH, gesetzte Preise und wurden ohne vorherige Nominierung am 15. Oktober 2013 vergeben.

### Bester Newcomer
Luke Mockridge

### Erfolgreichste Kinokomödie
Kokowääh 2

### Erfolgreichster Live-Act
Mario Barth

### Ehrenpreis
Tom Gerhardt